# Парадокс Бейкера
Парадокс Бейкера (англ. Baker-baker paradox) — когнитивный феномен, заключающийся в том, что человек с большей вероятностью запомнит слово, обозначающее профессию (например, «пекарь»), чем то же самое слово, представленное как фамилия (например, «мистер Бейкер»), при прочих равных условиях. Парадокс иллюстрирует различия в обработке и запоминании информации в зависимости от её семантического содержания и ассоциативной насыщенности.
Парадокс относится к области когнитивной психологии и изучается в контексте памяти, ассоциативного кодирования и уровней обработки информации. Явление часто используется в популярных объяснениях работы памяти, включая книги Джошуа Фоэра (Moonwalking with Einstein) и Джона Медины (Brain Rules).
Феномен связан с такими эффектами, как глубина переработки, ассоциативное кодирование, эффект значимости и теория ассоциативных сетей.

## История изучения парадокса

### Предпосылки
Парадокс впервые был описан в 1980-х годах в исследованиях, посвящённых сложности запоминания имён. Одним из первых эмпирических подтверждений стал эксперимент МакУини  и коллег (1987), показавший, что при сопоставимых условиях профессии запоминаются лучше, чем имена.
Термин «парадокс Бейкера» впервые появился в работах Г. Коэна в 1990 году, но по-настоящему известным он стал благодаря журналисту и популяризатору науки Джошуа Фоэру. В своей книге Moonwalking with Einstein (2011) он доступно описал феномен и объяснил, почему легче запомнить, что человек — пекарь, чем фамилию Бейкер.

### Современное состояние
На сегодняшний день «парадокс Бейкера» активно исследуют в когнитивной психологии и педагогике как пример различий в семантическом кодировании информации. Он используется в тестировании памяти, а также в разработке мнемонических стратегий.

## Механизмы и объяснения феномена

### Ассоциативное кодирование
Профессии, такие как «пекарь», активируют множество ассоциаций: запах хлеба, фартук, работа с тестом. Фамилия «Бейкер» чаще воспринимается как абстрактный ярлык и не вызывает дополнительных образов, поэтому она хуже запоминается.

### Теория уровней переработки
Согласно теории Craik & Lockhart (1972), информация, обработанная на глубоком (семантическом) уровне, лучше закрепляется в памяти. Профессия «пекарь» вызывает осмысленные представления, в отличие от нейтральной фамилии.

### Эффект значимости
Профессии воспринимаются как более важные и информативные, чем имена, особенно при отсутствии контекста. Это повышает внимание и улучшает запоминание.

### Теория ассоциативных сетей
Информация, имеющая больше связей в ментальной сети памяти, легче извлекается. Семантически насыщенные слова (например, «пекарь») имеют больше ассоциативных связей, чем фамилии.

## Экспериментальные подтверждения
Феномен «парадокса Бейкера» подтверждён в ряде лабораторных и полевых исследований:
- McWeeny, K. H., Young, A. W., Hay, D. C., & Ellis, A. W. (1987) «Putting names to faces»[2] — участники лучше запоминали профессии, чем имена, при одинаковых условиях представления информации.
- Castel, A. D., McCabe, D. P., & Roediger, H. L. III. (2007) «Illusions of competence and overestimation of associative memory for identical items: The Baker-baker paradox in memory for people»[3]— показано, что семантическая значимость профессий повышает запоминаемость по сравнению с нейтральной личной информацией.
- Storm, B. C., & Stone, S. M. (2015) «Using the testing effect to facilitate memory for proper names» — парадокс используется как инструмент в изучении индуцированного забывания.

## Критика и альтернативные объяснения
Несмотря на экспериментальные подтверждения, некоторые исследователи отмечают ряд ограничений в изучении «парадокса Бейкера». Так, на результаты может влиять культурный контекст: в англоязычной среде фамилия Baker легко ассоциируется с профессией, что может искажать восприятие. Также предполагается, что люди в целом лучше запоминают знакомые или часто встречающиеся слова — профессии в этом смысле выигрывают у фамилий. Кроме того, большинство исследований проводились в лабораторных условиях, и пока не хватает данных о проявлении эффекта в реальных или межкультурных ситуациях. В качестве альтернативного объяснения иногда предлагается эффект новизны: фамилии воспринимаются как менее привычные, и потому хуже запоминаются.